# Thorleif Petersen
Thorleif Petersen (Trondheim, 1884. július 6. – Trondheim, 1959.) norvég olimpiai bajnok tornász.
Az 1906. évi nyári olimpiai játékokon indult tornában és összetett csapatversenyben aranyérmes lett.
Testvére, Rasmus Petersen vele együtt lett olimpiai bajnok tornász.
Klubcsapata a Trondhjems Turnforening volt.